# Neolitsea zeylanica
Neolitsea zeylanica (Nees & T. Nees) Merr. – gatunek rośliny z rodziny wawrzynowatych (Lauraceae Juss.). Występuje naturalnie w północnej Australii, Azji Południowo-Wschodniej oraz w południowo-wschodnich Chinach (w południowej części regionu autonomicznego Kuangsi). 

## Morfologia
PokrójZimozielone drzewo dorastające do 20 m wysokości. Młode gałązki są owłosione.
LiścieUłożenie liści jest naprzemianległe lub są zebrane na końcach gałęzi. Blaszka liściowa jest naga i ma kształt od podłużnego do podłużnie owalnego. Mierzy 7–11 cm długości oraz 2,5–4 cm szerokości, ma klinową nasadę i spiczasty wierzchołek. Ogonek liściowy jest nagi i ma 10–15 mm długości.
KwiatySą niepozorne, jednopłciowe (dioecja), zebrane po 4–5 w niemal siedzących baldachach rozwijających się w kątach pędów.
OwoceMają niemal kulisty kształt i osiągają 6–7 mm średnicy.

## Biologia i ekologia
Rośnie w lasach mieszanych i wilgotnych. Występuje na wysokości od 1800 do 1900 m n.p.m. Kwitnie od października do listopada, natomiast owoce dojrzewają od października do grudnia. 